# 高嶺のなでしこの夜遅くにごめん!
『高嶺のなでしこの夜遅くにごめん!』（たかねのなでしこのよるおそくにごめん!）は、2023年5月5日から2023年12月29日まで、FM NACK5で放送されていた日本のラジオ番組である。
放送時間は毎週土曜2:40 - 3:00(金曜26:40 - 27:00)で、Hit Hit Hit!内のフロート番組。
2023年12月29日の第35回放送をもって一旦終了となった。

## 出演者
メインパーソナリティーは基本的に高嶺のなでしこの籾山ひめりが務める。
高嶺のなでしこから更に2名が週替わりで参加し、計3名で放送していた。(ゲスト回は除く)

## コーナー
1. ごめんね小話 (番組冒頭、メインパーソナリティーが謝りたいエピソードを紹介する)
2. オープニングトーク (ここからは出演者全員)
3. 週替わりコーナー
  1. 月の1週目：高嶺のおはなし
  2. 月の2週目：高嶺のお招き
  3. 月の3週目：高嶺のお笑い
  4. 月の4週目：高嶺のやすらぎ
  5. 月の5週目：高嶺にお任せ
4. 曲
5. エンディングトーク

## 放送リスト
| 回数 | 日付 (深夜のため実日付は翌日) | 出演者 (先頭がメインパーソナリティー)                    | 週替わりコーナー                                                 | 曲 (アーティスト)                                       | 備考                                                                          |
| ---- | ----------------------------- | -------------------------------------------------------- | ---------------------------------------------------------------- | ------------------------------------------------------- | ----------------------------------------------------------------------------- |
| 1    | 2023年5月5日                  | 籾山ひめり、東山恵里沙、日向端ひな                       | 自己紹介が苦手でごめん!ファンの力で他己紹介!                     | 革命の女王(高嶺のなでしこ)                              |                                                                               |
| 2    | 2023年5月12日                 | 籾山ひめり、城月菜央、星谷美来                           | 自己紹介が苦手でごめん!ファンの力で他己紹介!                     | 僕は君になれない(高嶺のなでしこ)                        |                                                                               |
| 3    | 2023年5月19日                 | 籾山ひめり、涼海すう、城月菜央                           | 自己紹介が苦手でごめん!ファンの力で他己紹介!                     | 女の子は強いは(高嶺のなでしこ)                          |                                                                               |
| 4    | 2023年5月26日                 | 籾山ひめり、葉月紗蘭、星谷美来                           | 自己紹介が苦手でごめん!ファンの力で他己紹介!                     | 乙女どもよ(高嶺のなでしこ)                              |                                                                               |
| 5    | 2023年6月2日                  | 籾山ひめり、松本ももな、春野莉々                         | 【高嶺のおはなし】身内トークでごめん!たかねこ女子会!             | 女の子は強い(高嶺のなでしこ)                            |                                                                               |
| 6    | 2023年6月9日                  | 籾山ひめり、秋本帆華(TEAM SHACHI)、坂本遥奈(TEAM SHACHI) | 【高嶺のお招き】うざかったらごめん!勝手に仲良し大作戦!           | あなたのトリコ～究極の愛～(TEAM SHACHI)                 |                                                                               |
| 7    | 2023年6月16日                 | 籾山ひめり、涼海すう、春野莉々                           | 【高嶺のおわらい】つまらなかったらごめん!たかねこ大喜利!         | 美しく生きろ(高嶺のなでしこ)                            |                                                                               |
| 8    | 2023年6月23日                 | 籾山ひめり、葉月紗蘭、東山恵里沙                         | 【高嶺のやすらぎ】癒せなかったらごめん!たかねこやすらぎ台詞!     | 決戦スピリット(高嶺のなでしこ)                          |                                                                               |
| 9    | 2023年6月30日                 | 籾山ひめり、松本ももな、日向端ひな                       | 【高嶺にお任せ】台本なくてごめん!イントロドン!                   | 初恋の人(高嶺のなでしこ)                                |                                                                               |
| 10   | 2023年7月7日                  | 籾山ひめり、橋本桃呼、星谷美来                           | 【高嶺のおはなし】たかねこ七夕女子会!                            | 空も飛べるはず(スピッツ)                                |                                                                               |
| 11   | 2023年7月14日                 | 籾山ひめり、葉月紗蘭、運上弘菜(HKT48)                    | 【高嶺のお招き】何も知らなくてごめん!教えてなっぴさん!           | 君とどこかへ行きたい(HKT48)                             |                                                                               |
| 12   | 2023年7月21日                 | 籾山ひめり、橋本桃呼、日向端ひな                         | 【高嶺のお笑い】切れ味悪かったらごめん!たかねこ突っ込み隊!       | 決戦スピリット(高嶺のなでしこ)                          |                                                                               |
| 13   | 2023年7月28日                 | 籾山ひめり、松本ももな、城月菜央                         | 【高嶺のやすらぎ】癒せなかったらごめん!たかねこやすらぎ台詞!     | 月曜日の憂鬱(高嶺のなでしこ)                            |                                                                               |
| 14   | 2023年8月4日                  | 籾山ひめり、松本ももな、春野莉々                         | 【高嶺のお話し】かなえられなかったらごめん!たかねこ勝手に目標!   | 月曜日の憂鬱(高嶺のなでしこ)                            |                                                                               |
| 15   | 2023年8月11日                 | 籾山ひめり、東山恵里沙、新宮志歩                         | 【高嶺のお招き】ラジオ初心者でごめん!教えて新宮さん!             | 女の子は強い(高嶺のなでしこ)                            |                                                                               |
| 16   | 2023年8月18日                 | 籾山ひめり、橋本桃呼、涼海すう                           | 【高嶺のお笑い】暑くなったらごめん!たかねこクールギャグ!         | ヒロインは平均以下(高嶺のなでしこ)                      |                                                                               |
| 17   | 2023年8月25日                 | 籾山ひめり、城月菜央、葉月紗蘭                           | 【高嶺のやすらぎ】癒せなかったらごめん!たかねこやすらぎ台詞!     | 僕は君になれない(高嶺のなでしこ)                        |                                                                               |
| 18   | 2023年9月1日                  | 籾山ひめり、日向端ひな、星谷美来                         | 【高嶺のお話し】予想トークでごめん!たかねこ1周年記念ライブ!      | アンチファン(高嶺のなでしこ)                            |                                                                               |
| 19   | 2023年9月8日                  | 籾山ひめり、橋本桃呼、保井ひろゆき                       | 【高嶺のお招き】質問だらけでごめん!教えて保井ニキ!               | 月曜日の憂鬱(高嶺のなでしこ)                            |                                                                               |
| 20   | 2023年9月15日                 | 籾山ひめり、東山恵里沙、春野莉々                         | 【高嶺のおわらい】仕切れなかったらごめん!たかねこ MC チェンジ!   | 好きっちゅうの(高嶺のなでしこ)                          |                                                                               |
| 21   | 2023年9月22日                 | 涼海すう、松本ももな、春野莉々                           | 【高嶺のやすらぎ】癒せなかったらごめん!たかねこやすらぎ台詞!     | 好きっちゅうの(高嶺のなでしこ)                          | 籾山ひめりは急遽お休み                                                        |
| 22   | 2023年9月29日                 | 城月菜央、松本ももな、春野莉々                           | 【高嶺にお任せ】台本なくてごめん!たかねこお任せタイム            | ユメムスビ(高嶺のなでしこ)                              | 籾山ひめりは急遽お休み                                                        |
| 23   | 2023年10月6日                 | 籾山ひめり、松本ももな、日向端ひな                       | 【高嶺のお話し】一緒に祝ってごめん!ももひな生誕祭!               | ハッピーバースデー(アンパンマンと仲間たち)              |                                                                               |
| 24   | 2023年10月13日                | 籾山ひめり、涼海すう、久保孝真(三拍子)                   | 【高嶺のお招き】教えて久保ニキ!                                  | 女の子は強い(高嶺のなでしこ)                            |                                                                               |
| 25   | 2023年10月20日                | 籾山ひめり、橋本桃呼、久保孝真(三拍子)                   | 【高嶺のお招き】質問ばっかでごめん!教えて久保ニキ2!              | 愛を知る(ラストアイドル)                                | 冒頭はオールナイトフジコと裏かぶり                                            |
| 26   | 2023年10月27日                | 籾山ひめり、城月菜央、東山恵里沙                         | 【高嶺のやすらぎ】癒せなかったらごめん!たかねこやすらぎ台詞!     | ハロウィンナイトパーティ(HoneyWorks feat. Hanon×Kotoha) |                                                                               |
| 27   | 2023年11月3日                 | 籾山ひめり、葉月紗蘭、星谷美来                           | 【高嶺のお話し】身内トークでごめん!たかねこ女子会!               | 可愛くてごめん(高嶺のなでしこ)                          |                                                                               |
| 28   | 2023年11月10日                | 籾山ひめり、春野莉々、日向端ひな                         | 【高嶺のお話し】いつも読めなくでごめん!たかねこフリーメッセージ! | いつか私がママになったら(高嶺のなでしこ)                | 月の2週目だがゲストなし                                                       |
| 29   | 2023年11月17日                | 東山恵里沙、籾山ひめり、涼海すう                         | 嘘くさかったらごめん!たかねこホメホメたい!                       | いま好きになる。(葉月紗蘭によるカバー)                  |                                                                               |
| 30   | 2023年11月24日                | 籾山ひめり、城月菜央、葉月紗蘭                           | 【高嶺のやすらぎ】癒せなかったらごめん!たかねこやすらぎ台詞!     | ユメムスビ(高嶺のなでしこ)                              |                                                                               |
| 31   | 2023年12月1日                 | 籾山ひめり、橋本桃呼、星谷美来                           | 【高嶺のお話し】身内トークでごめん!たかねこ女子会!               | 女の子は強い(高嶺のなでしこ)                            |                                                                               |
| 32   | 2023年12月8日                 | 籾山ひめり、涼海すう、城月菜央                           | 定番企画でごめん!たかねこMEMORIES!                               | 初恋の人(高嶺のなでしこ)                                |                                                                               |
| 33   | 2023年12月15日                | 星谷美来、籾山ひめり、橋本桃呼                           | 本気で怒ったらごめん!たかねこ説教部屋!                           | いつか私がママになったら(高嶺のなでしこ)                |                                                                               |
| 34   | 2023年12月22日                | 籾山ひめり、松本ももな、東山恵里沙                       | 叶えられなかったらごめん!たかねこサンタ!                         | 女の子は強い(高嶺のなでしこ)                            |                                                                               |
| 35   | 2023年12月29日                | 籾山ひめり、東山恵里沙、日向端ひな                       | 私の No.1 発表会!                                                | ファンサ(ライブ音源)(高嶺のなでしこ)                    | 2023年12月24日に開催された「たかねこクリスマスパーティー2023」2部での公開収録 |

## その他
- 高嶺のなでしことしては、初の冠レギュラーラジオであった。
- 番組への投稿はFM NACK5公式ホームページ上の投稿フォームから行えた。番組内で投稿が読まれると、高嶺のなでしこのメンバーサイン入りNack5ステッカーがもらえるが、どのメンバーのサインかはランダムであった。
- Xの番組ハッシュタグは『#たかねこ795』。
- 籾山ひめりの高嶺のなでしこでの役割は「キャプテン」だが、本番組内では当初「リーダー」と言っていた。2023年10月27日放送回のごめんね小話で、1回目の放送では緊張し過ぎており気にしていなかったことを告白し、その後は本番組内でも「キャプテン」となった。
- 高嶺のなでしこのラジオのレギュラー番組としては、2024年4月6日から高嶺のなでしこのアイドル授業中!の放送が開始された。